# Марсіанка Подкейн
«Марсіанка Подкейн» (англ. Podkayne of Mars) — науково-фантастичний роман американського письменника Роберта Гайнлайна, спочатку виданий частинами у журналі Worlds of If (листопад 1962 року, січень, березень 1963 року) і опублікований у твердій палітурці в 1963 р. Цей роман разом із романом «Зоряний десант» демонструє певний відхід Гайнлайна від підліткових романів, які він щорічно писав для видавництва Scribner's. Обидва романи були написані як виховні романи для молоді, але викликали заперечення у видавця.

## Сюжет
Розповідь ведеться від першої особи у вигляді щоденника 15-річної дівчинки-підлітка Подкейн Фрайз. Вона разом зі своїми батьками та 11-річним братом Карлом живе на Марсі. Через позапланове пробудження/народження ембріонів її трьох братів та сестер, сім'я скасовує довгоочікувану подорож на Землю. Подкейн ділиться своїм розчаруванням з дядьком Томом Фрайзом — першим губернатором вільного Марса у відставці. Той організовує для Подкейн та Карла подорож до Землі на розкішному лайнері у своєму супроводі.
Під час митного контролю Карл заявляє, що везе з собою 2 кіло «пилу щастя», забороненого на Венері, тим самим відволікаючи увагу на себе від огляду багажу Подкейн. Вже на кораблі Подкейн запідозрює, щось зайве у своєму багажі і змушує Карла признатись, що тому добре заплатили за потрапляння на борт одного пакунка. Карл вже розкрив його, виявив там портативну атомну бомбу та знешкодив.
На лайнері Фрайзи заприятельовують з Ґірді — привабливою вдовою. Під час радіаційної тривоги на кораблі, Подкейн та Ґірді допомагають стюардесам з немовлятами у сховищі.
Лайнер робить зупинку на Венері, яка змальовується, як планетарний Лас-Вегас, що керується єдиною корпорацією, якій підпорядковані і сили безпеки планети. Коли Фрайзам надають VIP-апартаменти, а Подкейн особисто супроводжує Декстер Кана — син президента корпорації, вона починає розуміти, що її дядько подорожує з завданням від Президента Марса. Коли Карла викрадають і навіть сили безпеки корпорації не можуть його знайти, дядько розповідає Подкейн, що насправді він прямує на конференцію Трьох Планет на Місяці, по дорозі маючи за мету заручитись підтримкою Венери і Місяця. Дядько підозрює своїх політичних суперників з Марса у викраденні Карла.
Вирушивши на пошуки брата, Подкейн і її дядько потрапляють в руки викрадачів. Ціллю викрадачів було шантажувати дядька життям дітей, щоб змінити його позицію на конференції. Карл логічно припускає, що після відбуття дядька, викрадачі у будь-якому випадку позбудуться їх. Він планує втечу, яка вдається їм, за одним винятком — він забуває знешкодити бомбу, яку залишив на випадок невдачі.

### Дві версії закінчення
В оригінальному закінченні Подкейн гине, повертаючись до місця їхнього утримання, щоб врятувати дитину місцевого напіврозумного виду «фей».
Видавцю не сподобалось сумне завершення і він змусив Гайнлайна переписати його.
У новому варіанті Подкейн важко поранена, але виживає. І дядько Том у телефонній розмові з її батьками картає їх за надання переваги їхнім професійним кар'єрам перед вихованням дітей. Наголошуючи, що без їхньої уваги Карл виросте соціопатом.